# أغورغاز (آيت يوسف أوعلي)
أغورغاز هو دُوَّار يقع بجماعة إيموزار، عمالة أكادير إدا وتنان، جهة سوس ماسة في المملكة المغربية. ينتمي الدوّار لمشيخة آيت يوسف أوعلي التي تضم 6 دواوير. يقدر عدد سكانه بـ 82 نسمة حسب الإحصاء الرسمي للسكان والسكنى لسنة 2004.

## روابط خارجية
- البوابة الوطنية للجماعات الترابية
- المندوبية السامية للتخطيط